# 劇団たんぽぽ
劇団たんぽぽ（げきだんたんぽぽ）は、日本の劇団。公益社団法人。1946年（昭和21年）設立。社団法人の児童劇団としては日本で唯一である。

## 概要
前身は1945年（昭和20年）に長野県篠ノ井町で設立された信濃芸術座。1946年12月に改組され、小百合葉子主宰の「劇団たんぽぽ」になる。結成当初は長野県を中心に活動していたが、1953年（昭和28年）に浜松市に本拠を移転した、「子どもたちに夢を」をモットーに児童劇を中心に全国各地で公演を行っている。